# الهاوية من عجائب الدنيا (كتاب)
هاوية عجائب هي رواية عن علم الخيال كاتبها بيرلي بور شيهان . وقد نشرت لأول مرة في شكل كتاب في 1953 من قبل بولاريس الصحافة في طبعة من 990 نسخة. وكان الكتاب الثاني والأخير التي نشرتها الصحافة بولاريس وتضمنت مقدمة من قبل ص شويلر ميلر. رواية نشرت أصلا في مجلة  سفينة تجارية في عام 1915.